# Chrysophyllum gonocarpum
O aguaí (Chrysophyllum gonocarpum) é uma árvore da família das sapotáceas.Significa "fruta seca" em tupi guarani por conta de sua polpa escassa.
Outros nomes populares:peroba branca, guatambu de sapu e mata-ojo

## Características
Chega a medir 15 metros de altura. Possui folhas com nervuras bem evidentes e amarelo-esverdeadas, em fascículos axilares, e bagas comestíveis.

## Ocorrência
É uma planta higrófila (de solos úmidos) da bacia do rio paraná, ocorre do Rio de Janeiro ao Rio Grande do Sul.

## Usos
Os seus frutos são comestíveis.